# کارکس کموسا
کارکس کموسا (نام علمی: Carex comosa) نام یک گونه از سرده جگن است.